# Prepona tapajona
Prepona tapajona är en fjärilsart som beskrevs av Le Moult 1932. Prepona tapajona ingår i släktet Prepona och familjen praktfjärilar. Inga underarter finns listade i Catalogue of Life.